# Большое Восное
Большое Восное (бывш. село Борисоглебское) — деревня в Устюженском районе Вологодской области.
Входит в состав Залесского сельского поселения, с точки зрения административно-территориального деления — в Залесский сельсовет.
Расположена на трассе А8. Расстояние по автодороге до районного центра Устюжны — 19 км, до центра муниципального образования деревни Малое Восное — 6 км. Ближайшие населённые пункты — Давыдовское, Залесье, Малое Восное.

## История
В XVII веке село принадлежало братьям Андрею и Ивану Степановичам Чепчеговым. В селе была деревянная Борисоглебская церковь.
В "Писцовой книге станов и волостей Устюжны Железнопольской 1628-1630 годов" есть запись:
"За стряпчим за Ондреем да за Иваном Степановыми детьми Чепчегова по отделной выписи Фёдора Похабова 129-го году отца их поместье село Борисоглебское, а Ввосное то ж. А в них церковь христовых страстотерпец Бориса и Глеба древян клецки, а в церкви образы, и книги, и ризы, и колокола, и все церковное строение помещиково и тутошних крестьян. А у церкви поп Федот Иванов, церковный дьячек Ондрюшка Иевлев, просвирница Марица да пономарь Матвейко Фёдоров."
В XVI-XVII веках село Борисоглебское административно относилось к Хрипелевской волости  Устюженского уезда.
Через село проходил почтовый тракт Боровичи - Устюжна
Согласно "Памятной книжке Новгородской губернии" за 1858 год в селе Большое Восное была церковь Троицы Живоначальной 1798 года постройки, к которой относилось 60 десятин земли.
Смежно с селом располагались усадьба и погост с тем же названием.
В конце XIX и начале XX века село административно относилась к Большевосновской сельской общине, Маловосновской волости Устюженского уезда Новгородской губернии. Погост относился к церковной земле, усадьба принадлежала князьям Ухтомским.
К Большевосновской сельской общине также относились деревни Старое Малое и Репищи-1 (ныне не существующая).
Согласно "Списку населённых мест Новгородской губернии за 1911 г." в селе было 49 занятых постройками дворовых мест, на которых было 71 жилое строение. Жителей обоего пола - 266 человек (мужчин - 131, женщин - 135). Главное занятие жителей - земледелие, подсобное занятие - изготовление деревянной посуды и саней. Ближайший водоём - пруд. В селе имелась приходская церковь (священник - Соболев Александр Иванович), земская школа (учитель - Д. Амасийский - выпускник Новгородской духовной семинарии), хлебо-запасной магазин, овчинное и красильное заведение.
На погосте числилось 4 дворовых места с 4 жилыми домами. Жителей было 10 человек (мужчин - 4, женщин - 6). Главное занятие жителей - церковная служба, подсобное занятие - земледелие. К погосту относились две церковные лавки.
Усадьба принадлежала князю Ухтомскому Сергею Петровичу. В ней числилось 3 жилых строения и 11 - хозпостроек, проживало 9 человек (мужчин - 4, женщин - 5) Главное занятие жителей - земледелие.
В деревне Репищи-1 (Репицы) было 20 жилых домов, проживало 64 человека (мужчин - 30, женщин - 34). Главное занятие жителей - земледелие, подсобное - сплав леса и изготовление деревянной посуды. В деревне имелся хлебо-запасной магазин.
В октябре 1939 года, решением Оргкомитета ВЦИК по Вологодской области, Большевосновская церковь Живоначальной Троицы была закрыта. Позднее здание было перестроено под восьмилетнюю школу.

## Демография
По переписи 2002 года население — 70 человек (25 мужчин, 45 женщин). Преобладающая национальность — русские (97 %).

## Достопримечательности
В деревне расположена приходская церковь Троицы Живоначальной (1793) — памятник архитектуры. В настоящее время заброшена и находится в руинах.
Рядом с церковью имеется старинное кладбище.
В деревне расположен усадебный парк, заложенный князем Ухтомским Петром Николаевичем (1808-1853) во второй половине XIX века. Площадь парка - 4 гектара. В своё время в парке был барский дом, аллеи из липы, клёна, дуба и конского каштана, берёзовые и сосновые видовые рощи, плодовый сад с прудом, травяные газоны, ручей в русле которого были выкопаны ещё три пруда. В настоящее время парк одичал и заброшен.
Парк считается памятником садово-паркового искусства с 1963 года, в настоящее время - памятник природы областного значения.